# Nick Menza
Nick Menza (München, 1964. július 23. – Los Angeles, 2016. május 21.) amerikai dobos, aki leginkább a Megadeth amerikai thrash metal együttes úgynevezett klasszikus felállásának dobosaként ismert. 1989-től 1998-ig, valamint 2004-ben volt a Megadeth dobosa, és a zenekar négy stúdióalbumán, az 1990-es Rust in Peace, az 1992-es Countdown to Extinction, az 1994-es Youthanasia és az 1997-es Cryptic Writings című nagylemezeken működött közre.
2016. május 21-én zenekarával, az OHM-mel koncertezett Los Angeles Studio City nevű városrészében, amikor szívelégtelenség következtében a színpadon összeesett és meghalt.

## Diszkográfia

### Megadeth
- Rust in Peace (1990)
- Countdown to Extinction (1992)
- Youthanasia (1994)
- Hidden Treasures (EP, 1995)
- Cryptic Writings (1997)
- Cryptic Sounds (No Voices in Your Head) (EP, 1998)
- Capitol Punishment (2000, válogatásalbum)
- Breadline (EP, 2000; 4–6. szám)

### Marty Friedman
- Scenes (1992)
- Introduction (1995)
- True Obsessions (1996)

### Egyéb együttesek
- Fireball Ministry - Où est la Rock? (1999; 1. és 2. szám)
- Menza - Life After Deth (2002)[6]
- Memorain - Reduced to Ashes (2006)
- Orphaned to Hatred - War Plow (2007, EP)
- Rhoads - Into The Future (1986)
- Von Skeletor - Injection of Death (2008)